# Vila Rica (Goiânia)
Vila Rica é um distrito do município brasileiro de Goiânia, capital do estado da Goiás. Foi fundado em 1993, por meio da Lei nº 7.257, promulgada naquele ano. O território abrange uma antiga posse de Ângelo Quirino que contava com vários moradores. Após a morte de Quirino, a população residente, formada por mais de quinhentas famílias, queriam as escrituras dos imóveis, um processo que durou mais de cinquenta anos.
O distrito fica à norte de Goiânia, a 34km de distância do distrito-sede.